# Statue des Gebu, Ny Carlsberg Glyptotek AEIN 27
Bei Ny Carlsberg Glyptotek AEIN 27 handelt es sich um die altägyptische Statue des Obervermögensverwalters Gebu. Die Statue datiert um 1750 v. Chr. und ist ein wichtiges Kunstwerk der 13. Dynastie. Sie ist 93 cm hoch und besteht aus Granit. Sie stammt wahrscheinlich aus dem Amunstempel in Karnak und wurde 1890 vom Museum Ny Carlsberg Glyptotek angekauft. Bis auf die fehlende Nase ist das Werk gut erhalten.
Gebu ist auf dem Boden sitzend dargestellt. Er trägt eine Perücke oder einen Kopfputz. Sein Gesicht ist vom Alter gezeichnet. Er trägt ein langes Gewand, das unter der Brust geknotet ist. Seine beiden Hände liegen offen auf seinem Schurz. Dort befindet sich auch eine Inschrift mit einer Opferformel, die den Gott Amun nennt. Auf dem Sockel der Statue ist eine weitere Inschrift, der zufolge es sich um eine Schenkung des Königs handelt, der jedoch nicht mit Namen genannt wird.
Gebu ist nur anhand dieser Statue historisch überliefert. Er trägt die Titel „königlicher Siegler“ und „Obervermögensverwalter“.
Vor allem aus der späten 12. und der 13. Dynastie stammen Werke, die nicht mehr einen jungen Beamten zeigen, sondern Würdenträger im fortgeschrittenen Alter, womit wahrscheinlich Weisheit und Autorität betont werden sollten. Diese Werke sind von der Königsplastik beeinflusst, die auch nicht mehr den jungen, sondern einen Herrscher im fortgeschrittenen Alter zeigen. Um ein Porträt im modernen Sinne handelt es sich dabei nicht.
Aus stilistischen Erwägungen heraus kann das Werk in die frühe 13. Dynastie datiert werden. Die Statue gehört nämlich zu einer Gruppe von Skulpturen, die in diese Zeit datieren und den Naturalismus der späten 12. Dynastie nachahmen, dabei aber manieriert erscheinen.